# Шаров Олександр Олексійович
Олександр Олексійович Шаров (рос. Александр Алексеевич Шаров; 5 листопада 1995, м. Москва, Росія) — російський хокеїст, центральний нападник. Виступає за «Лада» (Тольятті) у Континентальній хокейній лізі.  
Вихованець хокейної школи «Білі Ведмеді» (Москва). Виступав за «Червона Армія» (Москва), «Лада» (Тольятті), «Ладья» (Тольятті).
У чемпіонатах КХЛ — 29 матчів (2+2).
У складі молодіжної збірної Росії учасник чемпіонату світу 2015. 
Досягнення
- Срібний призер молодіжного чемпіонату світу (2015)